# هاینس فوترر
هاینس فوترر (آلمانی: Heinz Fütterer; ۱۴ اکتبر ۱۹۳۱ – ۱۰ فوریهٔ ۲۰۱۹) دونده سرعت اهل آلمان بود.
وی همچنین برندهٔ جوایزی همچون شخصیت ورزشی سال آلمان و برگ بوی نقره‌ای شده‌است.